# Useldingen

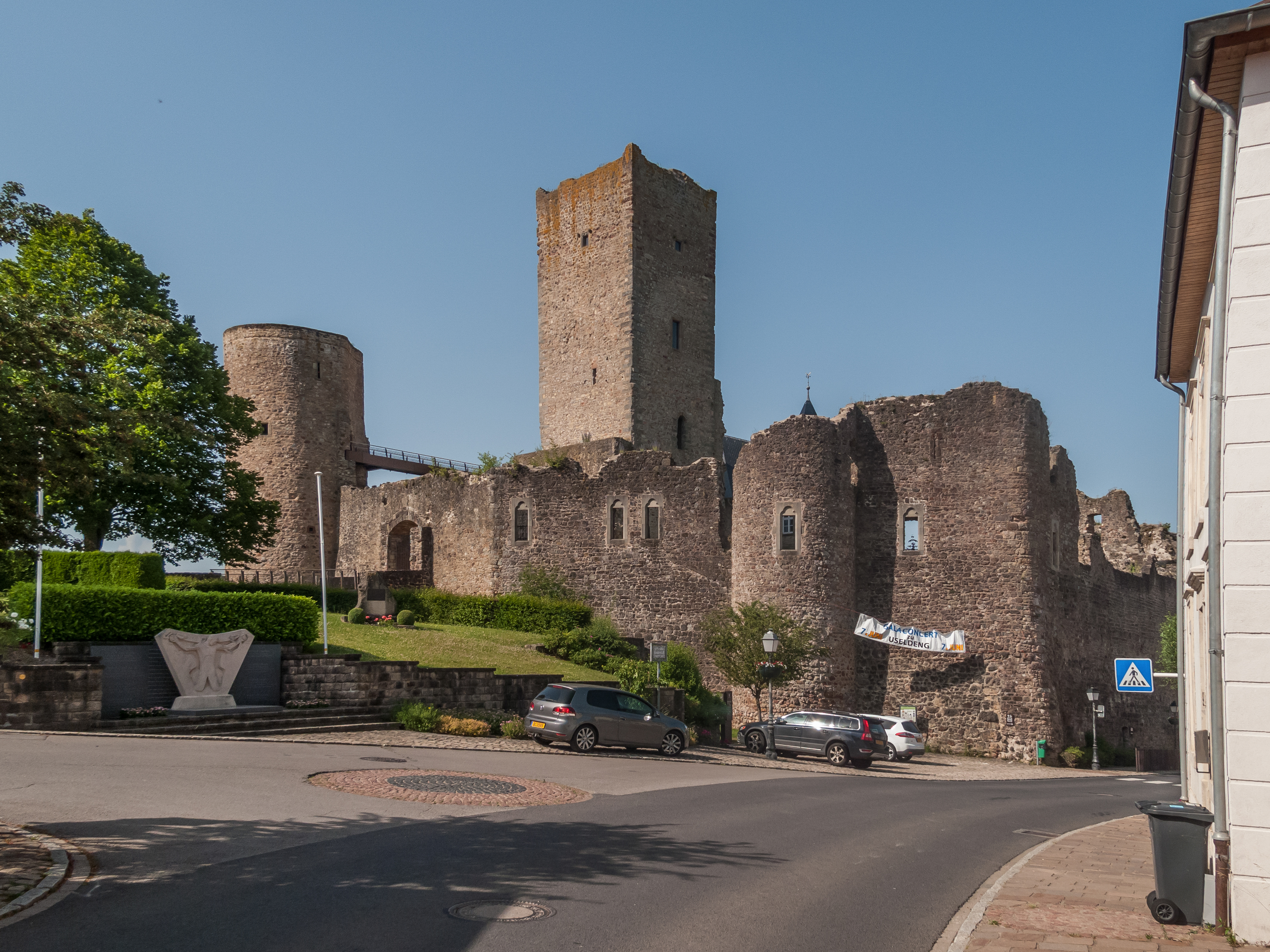
Schloss Useldingen

Useldingen (luxemburgisch Useldéng, französisch Useldange) ist eine Gemeinde im Großherzogtum Luxemburg und gehört zum Kanton Redingen.

## Zusammensetzung der Gemeinde
Die Gemeinde Useldingen besteht aus den folgenden Ortschaften:
- Useldingen
- Everlingen
- Rippweiler
- Schandel

## Wichtige Ereignisse
2002 führte eine Etappe der Tour de France durch Useldingen.

## Persönlichkeiten
- Nikolaus Nilles SJ (1828–1907), Kirchenrechtler in Innsbruck
- Marc Hansen (* 1971), luxemburgischer Journalist, Politiker und Minister